# 绍埃 (市镇)
绍埃是爱沙尼亚哈尔尤县的一个乡村型市镇，位于爱沙尼亚西北部。市镇面积为628平方公里，人口数量为23,902人（2021年）。行政中心为紹埃市。

## 行政管理
2017年爱沙尼亚行政改革后，原紹埃市、绍埃市镇和克尔努市镇及尼西市镇合并成新的绍埃市镇。
新的市镇包括紹埃市、3个小镇和50个村庄。